# Дискография Lady A
Дискография американской кантри-группы Lady A состоит из трёх студийных альбомов, трёх EP и 11 синглов. Дебютный альбом группы вышел в 2008 году; с него были выпущены синглы «Love Don't Live Here», «Lookin' for a Good Time» и «I Run to You», вошедшие в чарт Billboard. Песня «Need You Now», ставшая первым синглом со второго одноимённого альбома возглавила чарты не только кантри-песен, но и Adult Contemporary, Hot Adult Top 40 Tracks, а также занимала 2 место в Billboard Hot 100 и Canadian Hot 100.

## Студийные альбомы
| Lady Antebellum                            | - Издан: 15 апреля 2008 - Лейбл: Capitol Nashville - Формат: CD, цифровая дистрибуция   | 1 | 4 | 30 | —  | —  | —  | — | —  | —  | — | - : Платиновый - : 2× Платиновый                            |
| Need You Now                               | - Издан: 26 января 2010 - Лейбл: Capitol Nashville - Формат: CD, цифровая дистрибуция   | 1 | 1 | 1  | 12 | 11 | 4  | 1 | 21 | 10 | 8 | - : 2× Платиновый - : Золотой - : Золотой - : 3× Платиновый |
| Own the Night                              | - Издан: 13 сентября 2011 - Лейбл: Capitol Nashville - Формат: CD, цифровая дистрибуция | 1 | 1 | 5  | 1  | 18 | 25 | 2 | 39 | 8  | 4 | - : Платиновый - : Платиновый                               |
| «—» обозначает, что альбом не вошёл в чарт |                                                                                         |   |   |    |    |    |    |   |    |    |   |                                                             |

## Мини-альбомы
| Название                 | Информация                                                                             | Позиции в чартах | Позиции в чартах | Позиции в чартах |
| Название                 | Информация                                                                             | US Country       | Billboard 200    | US Holiday       |
| ------------------------ | -------------------------------------------------------------------------------------- | ---------------- | ---------------- | ---------------- |
| iTunes Sessions          | - Издан: 17 августа 2010 - Лейбл: Capitol Nashville - Формат: Цифровая дистрибуция     | 3                | 17               | —                |
| A Merry Little Christmas | - Издан: 12 октября 2010 - Лейбл: Capitol Nashville - Формат: CD, цифровая дистрибуция | 4                | 12               | 1                |
| On This Winter’s Night   | - Издан: 22 октября 2012 - Лейбл: Capitol Nashville - Формат: CD, цифровая дистрибуция | 2                | 8                | 1                |

## Синглы
| Год                                       | Сингл                        | Позиции чартах | Позиции чартах | Позиции чартах | Позиции чартах | Позиции чартах | Позиции чартах | Позиции чартах | Позиции чартах | Позиции чартах | Позиции чартах | Сертификации                              | Альбом          |
| Год                                       | Сингл                        | Кантри         | Hot100         | Adult          | AC             | Кан.           | Ирл.           | Нид.           | НЗ             | Норв.          | Брит.          | Сертификации                              | Альбом          |
| ----------------------------------------- | ---------------------------- | -------------- | -------------- | -------------- | -------------- | -------------- | -------------- | -------------- | -------------- | -------------- | -------------- | ----------------------------------------- | --------------- |
| 2007                                      | «Love Don't Live Here»       | 3              | 53             | —              | —              | 69             | —              | —              | —              | —              | —              | - : Золотой                               | Lady Antebellum |
| 2008                                      | «Lookin' for a Good Time»    | 11             | 67             | —              | —              | —              | —              | —              | —              | —              | —              |                                           | Lady Antebellum |
| 2009                                      | «I Run to You»               | 1              | 27             | 15             | 14             | 54             | —              | —              | —              | —              | —              | - : Платиновый                            | Lady Antebellum |
| 2009                                      | «Need You Now»               | 1              | 2              | 1              | 1              | 2              | 3              | 7              | 5              | 8              | 21             | - : Золотой - : Золотой - : 4× Платиновый | Need You Now    |
| 2010                                      | «American Honey»             | 1              | 25             | —              | —              | 50             | —              | —              | —              | —              |                | - : Золотой                               | Need You Now    |
| 2010                                      | «Our Kind of Love»           | 1              | 51             | —              | —              | 61             | —              | —              | —              | —              | —              |                                           | Need You Now    |
| 2010                                      | «Hello World»                | 6              | 58             | —              | —              | 70             | —              | —              | —              | —              | —              |                                           | Need You Now    |
| 2011                                      | «Just a Kiss»                | 1              | 7              | 4              | 1              | 13             | —              | —              | —              | —              | 78             | - : Платиновый                            | Own the Night   |
| 2011                                      | We Owned the Night"          | 1              | 31             | —              | —              | 29             | —              | —              | —              | —              | —              |                                           | Own the Night   |
| 2011                                      | «Dancin' Away with My Heart» | 2              | 46             |                |                | 65             |                |                |                |                |                |                                           | Own the Night   |
| 2012                                      | «Wanted You More»            | 20             | 34             | —              | —              | 59             | —              | —              | —              | —              | —              |                                           | Own the Night   |
| «—» обозначает, что сингл не вошёл в чарт |                              |                |                |                |                |                |                |                |                |                |                |                                           |                 |

### Промосинглы
| 2008                                      | «Last Night Last»         | —   | —  |
| 2008                                      | «I Was Here»              | 124 | —  |
| 2008                                      | «Baby, It's Cold Outside» | 103 | —  |
| 2010                                      | «Ready to Love Again»     | 72  | 76 |
| 2010                                      | «Love This Pain»          | 93  | 72 |
| «—» обозначает, что сингл не вошёл в чарт |                           |     |    |

### Песни, вошедшие в чарты
| Год  | Песня                                    | Позиции в чартах | Альбом                    |
| Год  | Песня                                    | [ 20 ]           | Альбом                    |
| ---- | ---------------------------------------- | ---------------- | ------------------------- |
| 2009 | «I Was Here»                             | 54               | AT&T TEAM USA (саундтрек) |
| 2010 | «Have Yourself a Merry Little Christmas» | 36               | A Merry Little Christmas  |
| 2010 | «Let It Snow! Let It Snow! Let It Snow!» | 34               | A Merry Little Christmas  |
| 2010 | «All I Want for Christmas Is You»        | 38               | A Merry Little Christmas  |
| 2011 | «Blue Christmas»                         | 42               | A Merry Little Christmas  |
| 2011 | «Silver Bells»                           | 47               | A Merry Little Christmas  |
| 2011 | «On This Winter’s Night»                 | 59               | A Merry Little Christmas  |

### Участие в записи
| Год  | Сингл             | Исполнитель  | Позиции в чартах | Альбом         |
| Год  | Сингл             | Исполнитель  | US AC            | Альбом         |
| ---- | ----------------- | ------------ | ---------------- | -------------- |
| 2007 | «Never Alone»     | Джим Брикман | 14               | Escape         |
| 2010 | «Out of Goodbyes» | Maroon 5     |                  | Hands All Over |

## Видеоклипы
| Год  | Песня                                | Режиссёр           |
| ---- | ------------------------------------ | ------------------ |
| 2007 | «Never Alone» (с Джимом Брикманом)   | Винченцо Джиаммацо |
| 2007 | «Love Don’t Live Here» (версия 1)    | Чарльз Мехлинг     |
| 2008 | «Love Don’t Live Here» (версия 2)    | Крис Хики          |
| 2008 | «Lookin’ for a Good Time» (версия 1) | Адам Боутмэн       |
| 2008 | «Lookin’ for a Good Time» (версия 2) | Крис Хики          |
| 2008 | «I Was Here»                         |                    |
| 2009 | «I Run to You» (версия 1)            | Адам Боутмэн       |
| 2009 | «Need You Now»                       | Дэвид Макклистер   |
| 2010 | «American Honey»                     | Трей Фэнджой       |
| 2010 | «Stars Tonight»                      | Адам Боутмэн       |
| 2010 | «Our Kind of Love»                   | Крис Хики          |
| 2010 | «I Run to You» (версия 2)            | Кристофер Симз     |
| 2010 | «Hello World»                        | Роман Уайт         |
| 2011 | «Just a Kiss»                        | Шон Силва          |
| 2011 | «We Owned the Night»                 | Шон Силва          |
| 2011 | «We Owned the Night» (live)          | Адам Боутмэн       |
| 2012 | «Dancin’ Away with My Heart»         | Адам Боутмэн       |
| 2012 | «Perfect Day»                        | Адам Боутмэн       |
| 2012 | «Wanted You More»                    | Ноубл Джонс        |
| 2012 | «A Holly Jolly Christmas»            | ТК Маккэми         |